# Jerry Nolan
Gerard Nolan (Williamsburg, 7 de mayo de 1946 – Nueva York, 14 de enero de 1992) fue un baterista estadounidense, reconocido por su trabajo en las bandas New York Dolls y The Heartbreakers.

## Carrera
Nativo de Williamsburg, Brooklyn, Nolan se unió a la banda New York Dolls en 1972 para reemplazar a Billy Murcia, fallecido mientras la agrupación se encontraba de gira por el Reino Unido. El baterista tocó en dos álbumes de la banda en la década de 1970, New York Dolls y Too Much Too Soon. Luego de las constantes peleas internas en el seno del grupo, Nolan abandonó la formación con el cantante y guitarrista Johnny Thunders y formó The Heartbreakers en 1975, banda con la que grabó un único álbum de estudio, L.A.M.F. en 1977.
Luego de participar en la grabación de un sencillo con la banda The Idols y del álbum Sid Sings de Sid Vicious, en la década de 1980 Nolan llevó a cabo algunos proyectos de escaso reconocimiento como líder de banda. A finales de 1991, mientras era tratado por una meningitis bacteriana, sufrió un derrame cerebral que lo dejó en coma hasta su muerte, el 14 de enero de 1992.

## Discografía

### New York Dolls
- New York Dolls – (1973)
- Too Much Too Soon – (1974)
- Red Patent Leather – (1984)

### The Heartbreakers
- L.A.M.F. – (1977)
- Heartbreaker Live at Max's – 1979
- D.T.K. – Live at the Speakeasy – (1982)

### The Idols
- "You" / "Girl That I Love" – (1979 – sencillo)

### Sid Vicious
- Sid Sings – (1979)
- The Idols with Sid Vicious – (1993)

### London Cowboys
- On Stage – (1986)